# クープ・ドゥ・シャンピオナ1895-1896
クープ・ドゥ・シャンピオナ1895-1896はベルギー最上位サッカーリーグの第1回目のシーズンである。「シャンピオナ・デ・ゼキップ・プルミエール (一流チームによる選手権)」とも称された。ベルギーにおける唯一の公式サッカー大会で、初年度は7クラブが参加した。FCリエージョワが初優勝し、初代ベルギーチャンピオンとなった。

## サッカー協会前身組織とリーグの誕生
1895年9月1日にブリュッセルで創設された総合スポーツ統括組織「ベルギースポーツ競技団体連合」(Union belge des Sociétés de Sports athlétiques, UBSSA)は、同年中にサッカーを取扱い種目に採用した。この段階では他に陸上競技・クリケット・自転車競技の部門も存在しており、サッカー専門の統括組織ではなかったのだが、20世紀に入ってからUBSSAはベルギーサッカー協会に改組される。結果的にはイングランド、スコットランド、ウェールズ、アイルランド、オランダ、アルゼンチン、スイス (1895年4月7日)に次いで、全世界で8番目に古いサッカー協会ということになった。UBSSAサッカー部門はすぐさま第1回ベルギー選手権の開催を決めた。

UBSSAは陸上競技とサッカーのクラブが中心となって作られたのが、すでに述べたように他のスポーツも統括しようとしていた。しかし、フランスから伝わった自転車競技はすでに独自連盟 (1882年創設)を持っており、またイギリスのボクシングも非常に人気があった。それら人気種目、さらに陸上競技も、次々に個別の統括組織を作っていったので、UBSSAはサッカーだけを専門とするようになったのである。初期にはベルギーのサッカー全体を掌握出来ておらず、自由主義、社会主義、カトリック、フランドルやワロンの地域主義系など、様々な性質の競合組織が存在していた。

以下がUBSSAの創立時のオリジナルメンバーである。
- アントウェルプFC[注 1] (1)
- FCブリュージョワ (3)
- FCリエージョワ（フランス語版） (4)
- レオポルドCB（フランス語版） (5)
- ラシン・ブリュッセル（フランス語版） (6)
- AAラ・ガントワーズ (7)
- ヴェルヴィエールFC（フランス語版） (8)
- A&RCブリュッセル（フランス語版）
- SCブリュッセル（フランス語版）
- ユニオンFCディクセル（フランス語版）

カッコ内の数字は、1926年に制定されたベルギーサッカー協会クラブ登録番号である。数字の無いクラブは登録番号制度ができる前に消滅したため、番号がない。またラ・ガントワーズはUBSSA創設に参加したものの、リーグに参加するためのサッカー部門がまだなかったので、初年度シーズンに出ていない。ラシン・ブリュッセルの理事ルイ・ミューリングオスは、UBSSA創設時の発起人だった。

## 出場クラブ (7)

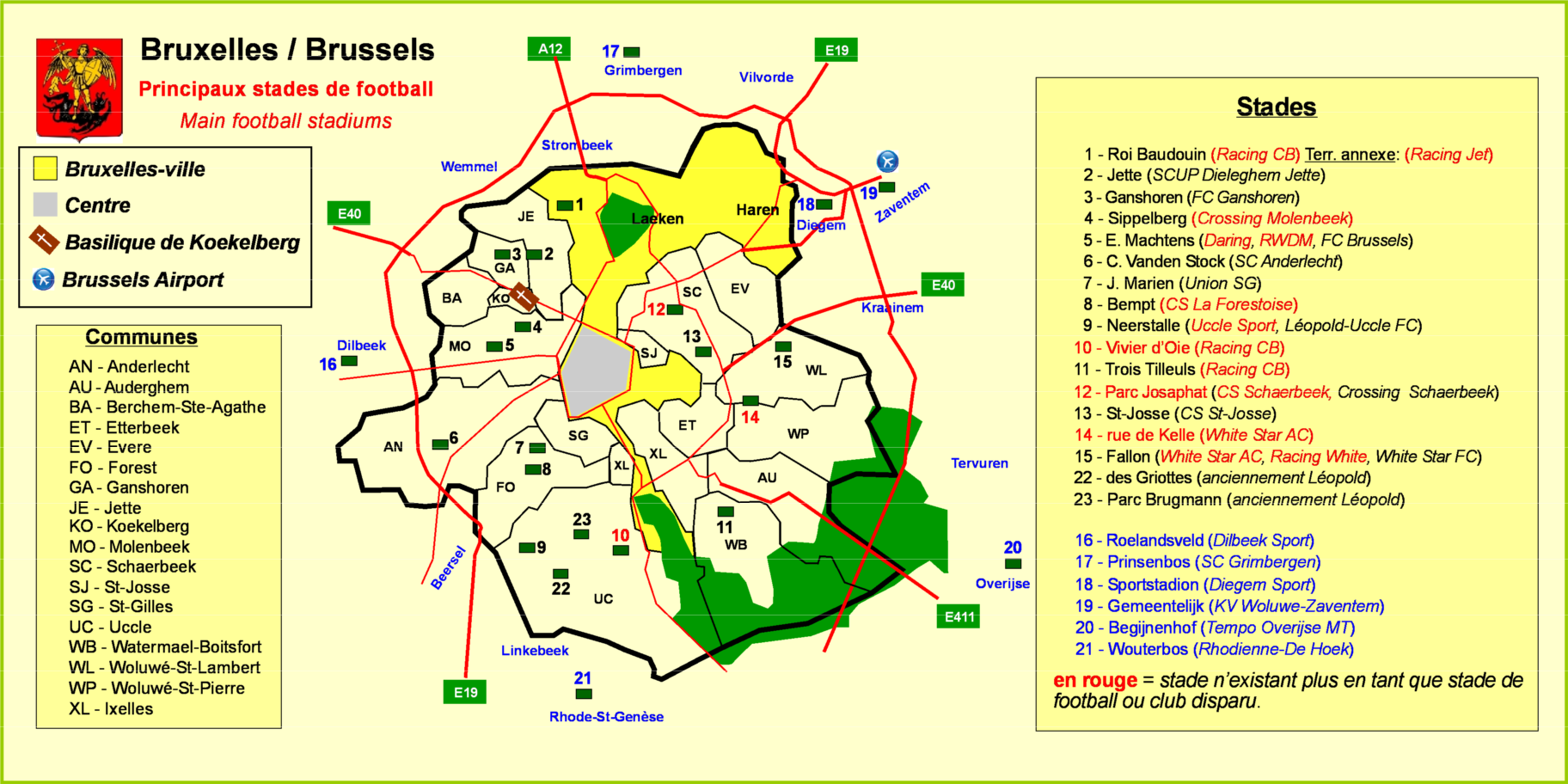
ブリュッセル拡大図
赤文字：消滅したクラブまたはスタジアム

| 名前                 | クラブ番号 | ホームタウン | ホームスタジアム               |
| -------------------- | ---------- | ------------ | ------------------------------ |
| アントウェルプFC     | 1          | アンヴェール | Zuremborg                      |
| FCブリュージョワ     | 3          | ブリュージュ | Het Rattenplein'               |
| レオポルドCB         | 5          | イクセル     | parc du cinquantenaire         |
| RCブリュッセル       | 6          | ユクル       | site de Longchamps             |
| SCブリュッセル       | なし       | ブリュッセル | parc du Cinquantenaire         |
| ユニオンFCディクセル | なし       | イクセル     | Plaine Ten Bosch               |
| FCリエージョワ       | 4          | ウグレー     | シャトー・ドゥ・スクレサンの庭 |

## 順位表
| 順位 | クラブ               | 試合 | 勝 | 分 | 負 | 得 | 失 | 差  | 勝点 | 備考             |
| ---- | -------------------- | ---- | -- | -- | -- | -- | -- | --- | ---- | ---------------- |
| 1    | FCリエージョワ       | 12   | 9  | 2  | 1  | 32 | 11 | +21 | 20   |                  |
| 2    | アントワープFC       | 12   | 7  | 0  | 5  | 33 | 13 | +20 | 14   |                  |
| 3    | SCブリュッセル       | 12   | 6  | 1  | 5  | 31 | 30 | +1  | 13   |                  |
| 4    | レオポルドCB         | 12   | 6  | 0  | 6  | 31 | 29 | +2  | 12   |                  |
| 5    | RCブリュッセル       | 12   | 6  | 0  | 6  | 32 | 31 | +1  | 12   |                  |
| 6    | FCブリュージョワ     | 12   | 5  | 1  | 6  | 22 | 21 | +1  | 11   | 来シーズン不参加 |
| 7    | ユニオンFCディクセル | 12   | 1  | 0  | 11 | 5  | 51 | -46 | 2    | 来シーズン不参加 |

ソース:BelgiumSoccerHistory.com

## 昇格クラブ
- A&RCブリュッセル